# Soledad Takinukum
Soledad Takinukum är en ort i Mexiko.   Den ligger i kommunen Yajalón och delstaten Chiapas, i den sydöstra delen av landet, 800 km öster om huvudstaden Mexico City. Soledad Takinukum ligger 1 120 meter över havet och antalet invånare är 147.
Terrängen runt Soledad Takinukum är kuperad åt sydväst, men åt nordost är den bergig. Terrängen runt Soledad Takinukum sluttar norrut. Runt Soledad Takinukum är det ganska tätbefolkat, med 56 invånare per kvadratkilometer. Närmaste större samhälle är Yajalón, 2,1 km sydväst om Soledad Takinukum. I omgivningarna runt Soledad Takinukum växer i huvudsak städsegrön lövskog.